# Aardbeving Doggersbank 1931
De Aardbeving Doggersbank 1931 was de krachtigste aardbeving ooit in het Verenigd Koninkrijk sinds men met meten begon. De beving had een kracht van 6,1 op de schaal van Richter.
De beving begon rond 01.30 uur op 7 juni 1931. Het epicentrum lag 100 km uit de kust van Yorkshire in de Noordzee nabij de Doggersbank. De effecten van deze beving waren voelbaar in heel Groot-Brittannië maar ook in België en Frankrijk.
De aardbeving veroorzaakte schade in heel oostelijk Engeland. De stad Filey in Yorkshire werd het ergst getroffen waarbij ook de spits van de kerk werd verdraaid. In Hull, Beverley en Bridlington stortten diverse schoorstenen in en bij Flamborough Head is wat van de kliffen afgebrokkeld. Ook is er gemeld dat een inwoonster van Hull een hartaanval heeft gekregen door de aardbeving. Minder serieuze schade werd gemeld uit Londen. Bij Madame Tussauds is het wassen hoofd van Dr Crippen eraf gevallen.
Doordat de locatie van de aardbeving in de Noordzee lag was er aanzienlijk minder schade dan wanneer het epicentrum op het Britse vasteland had gelegen.